# Tour de l'Azerbaidjan 2016
El Tour de l'Azerbaidjan 2016 fou la 5a edició del Tour de l'Azerbaidjan. La cursa es disputà en cinc etapes entre el 4 i el 8 de maig de 2016, amb inici i final a Bakú. La cursa formava de l'UCI Europa Tour, amb una categoria 2.1.
El vencedor final fou l'austríac Markus Eibegger (Felbermayr-Simplon Wels), que s'imposà amb 2" d'avantatge sobre Rinaldo Nocentini (Sporting Clube de Portugal/Tavira) i 4" sobre Nikita Stalnov (Astana City).

## Equips
Vint-i-un equips prenen part en aquesta edició del Tour de l'Azerbaidjan: sis equips continentals professionals, catorze equips continentals i una selecció nacional.
- equips continentals professionals: Gazprom-RusVelo, Drapac Professional Cycling, Bora-Argon 18, Team Novo Nordisk, Team Roth, Wilier Triestina-Southeast
- equips continentals: Synergy Baku, Alpha Baltic-Maratoni.lv, Astana City, Bridgestone Anchor Cycling Team, Cycling Academy Team, Massi-Kuwait Cycling Project, Dukla Banska Bystrica, Al Nasr Pro Cycling Team-Dubai, Felbermayr-Simplon Wels, Team Illuminate, Team Sauerland NRW, Sporting Clube de Portugal/Tavira, Terengganu Cycling Team, Unieuro-Wilier
- seleccions nacionals: Estònia

## Etapes
| Etapa | Data      | Recorregut       | Km    |                         | Vencedor d'etapa          | Líder de la general    |
| ----- | --------- | ---------------- | ----- | ----------------------- | ------------------------- | ---------------------- |
| 1     | 4 de maig | Bakú - Sumqayit  | 153,5 | Etapa plana             | Phil Bauhaus (GER)        | Phil Bauhaus (GER)     |
| 2     | 5 de maig | Bakú - Ismayilli | 186,5 | Etapa de mitja muntanya | Maksym Averin (AZE)       | Guillaume Boivin (CAN) |
| 3     | 6 de maig | Qabala - Qabala  | 177,2 | Etapa de muntanya       | Matej Mugerli (SLO)       | Daniel Schorn (AUT)    |
| 4     | 7 de maig | Qabala - Pirqulu | 115.3 | Etapa plana             | Luca Wackermann (ITA)     | Markus Eibegger (AUT)  |
| 5     | 8 de maig | Bakú - Bakú      | 158   | Etapa de mitja muntanya | Michael Schwarzmann (GER) | Markus Eibegger (AUT)  |

## Classificació final
|    | Ciclista                | Equip                             | Temps       |
| -- | ----------------------- | --------------------------------- | ----------- |
| 1  | Markus Eibegger (AUT)   | Felbermayr-Simplon Wels           | 18h 59' 12" |
| 2  | Rinaldo Nocentini (ITA) | Sporting Clube de Portugal/Tavira | + 02"       |
| 3  | Nikita Stalnov (KAZ)    | Astana City                       | + 04"       |
| 4  | Daniel Schorn (AUT)     | Felbermayr-Simplon Wels           | + 10"       |
| 5  | Ildar Arslanov (RUS)    | Gazprom-RusVelo                   | + 15"       |
| 6  | Giovanni Carboni (ITA)  | Unieuro Wilier                    | + 15"       |
| 7  | Bruno Pires (POR)       | Team Roth                         | + 19"       |
| 8  | Matija Kvasina (CRO)    | Synergy Baku Cycling Project      | + 19"       |
| 9  | Griffin Easter (USA)    | Team Illuminate                   | + 20"       |
| 10 | Silvio Herklotz (GER)   | Bora-Argon 18                     | + 1' 19"    |

## Evolució de les classificacions
| Etapa | Vencedor            | Classificació general | Classificació per punts | Classificació de la muntanya | Classificació dels joves | Primer Àzeri  | Classificació per equips |
| ----- | ------------------- | --------------------- | ----------------------- | ---------------------------- | ------------------------ | ------------- | ------------------------ |
| 1     | Phil Bauhaus        | Phil Bauhaus          | Phil Bauhaus            | Mohd Zamri Salleh            | Phil Bauhaus             | Maksym Averin | Unieuro-Wilier           |
| 2     | Maksym Averin       | Guillaume Boivin      | Guillaume Boivin        | Mauro Finetto                | Ildar Arslanov           | Maksym Averin | Synergy Baku             |
| 3     | Matej Mugerli       | Daniel Schorn         | Daniel Schorn           | Mauro Finetto                | Ildar Arslanov           | Maksym Averin | Synergy Baku             |
| 4     | Luca Wackermann     | Markus Eibegger       | Luca Wackermann         | Thomas Lebas                 | Ildar Arslanov           | Maksym Averin | Synergy Baku             |
| 5     | Michael Schwarzmann | Markus Eibegger       | Daniel Schorn           | Thomas Lebas                 | Ildar Arslanov           | Maksym Averin | Synergy Baku             |
| Final | Final               | Markus Eibegger       | Daniel Schorn           | Thomas Lebas                 | Ildar Arslanov           | Maksym Averin | Synergy Baku             |